# 사랑이 사랑에게
《사랑이 사랑에게》는 SBS 파워FM의 정지영의 스위트뮤직박스 작가로 활동하고 있는 최숙희가 쓴 로맨스 소설이다. 4개의 챕터와 100개의 이야기로 이루어져 있으며, 1번째 이야기인 '고백받은 여자'부터 100번째 이야기인 '다림질하는 남자'까지 100개의 이야기가 이야기 속에서 수없이 스치는 사람과 사물, 장소가 연결고리가 되어 다음 이야기가 이어지는 독특한 구조로 되어있다.
또한 사랑이 사랑에게는 정지영의 스위트뮤직박스에서 월요일부터 금요일까지 진행되는 코너 이름이기도 하다.
2008년 12월부터 무료일간지 <포커스(The Daily Focus)>를 통해 만화 <사랑이 사랑에게>가 매일 연재되고 있다. 만화를 기획.제작한 곳은 스튜디오 에버그린이라는 만화 창작 집단이다.
작가 최숙희는 2008년 최예원으로 개명했다. 최예원은 현재 SBS 정지영의 스위트뮤직박스 메인 작가로 활동하고 있다.

## 같이 보기
- 사랑이 사랑에게 2
- 정지영의 스위트뮤직박스
- 러브툰 사랑이 사랑에게